# Praia das Trincheiras (Paraíba)
Vista da Praia das Trincheiras em Baía da Traição.
A Praia das Trincheiras é uma praia brasileira, localizada na cidade de Baía da Traição no estado da Paraíba. Possui esse nome, por um motivo histórico; em 1625, suas dunas serviram de trincheiras para as forças portuguesas na luta contra os holandeses.
A praia possui barracas e bares que trabalham com petiscos e demais pratos baseados na culinária local: peixes, mariscos. Durante a maré baixa, a faixa de terra fica bem larga. Os recifes naturais contribuem para que haja mais espaço para se colocar cadeiras e guarda-sóis. O cenário torna-se impressionante, com piscinas naturais e o farol ao fundo. 
Possui areia batida, casas de veraneio e bares. No canto esquerdo recebe o nome de Prainha. Perto da praia fica a Ilha da Coroa, com recifes.A Praia é bem ventilada, tranquila e calma.